# Cavalcante dei Cavalcanti
Cavalcante de' Cavalcanti (aprox. 1220 – aprox. 1280) fue un filósofo epicúreo y padre de Guido Cavalcanti.
Perteneciente a la noble casa güelfa de los Cavalcanti, fue un espíritu racionalista y epicúreo. No creía en la inmortalidad del alma y sostenía que la única realidad estuviese compuesta por átomos.
Dante lo coloca en el Canto X del Infierno donde están todos los herejes y los epicúreos, como Farinata degli Uberti. Justamente con este último, gibelino, Cavalcanti se había emparentado, como se hacía en aquellos tiempos entre familias adversas que querían reconciliarse: después del retorno de los güelfos a Florencia (1267) se casó con la hija de Farinata, Bice Uberti. Cavalcante Cavalcanti murió alrededor de 1280, cuando Dante apenas tenía 15 años.

## Nota
1. ↑  Divina Commedia, con páginas críticas a cargo de Umberto Bosco y Giovanni Reggio, Canto X